# Juana Francés
Pour les articles homonymes, voir Francés.
 (juin 2024).
La mise en forme du texte ne suit pas les recommandations de Wikipédia : il faut le « wikifier ».
Les points d'amélioration suivants sont les cas les plus fréquents. Le détail des points à revoir est peut-être précisé sur la page de discussion.
- Les titres sont pré-formatés par le logiciel. Ils ne sont ni en capitales, ni en gras.
- Le texte ne doit pas être écrit en capitales (les noms de famille non plus), ni en gras, ni en italique, ni en « petit »…
- Le gras n'est utilisé que pour surligner le titre de l'article dans l'introduction, une seule fois.
- L'italique est rarement utilisé : mots en langue étrangère, titres d'œuvres, noms de bateaux, etc.
- Les citations ne sont pas en italique mais en corps de texte normal. Elles sont entourées par des guillemets français : « et ».
- Les listes à puces sont à éviter, des paragraphes rédigés étant largement préférés. Les tableaux sont à réserver à la présentation de données structurées (résultats, etc.).
- Les appels de note de bas de page (petits chiffres en exposant, introduits par l'outil «  Source ») sont à placer entre la fin de phrase et le point final[comme ça].
- Les liens internes (vers d'autres articles de Wikipédia) sont à choisir avec parcimonie. Créez des liens vers des articles approfondissant le sujet. Les termes génériques sans rapport avec le sujet sont à éviter, ainsi que les répétitions de liens vers un même terme.
- Les liens externes sont à placer uniquement dans une section « Liens externes », à la fin de l'article. Ces liens sont à choisir avec parcimonie suivant les règles définies. Si un lien sert de source à l'article, son insertion dans le texte est à faire par les notes de bas de page.
- La présentation des références doit suivre les conventions bibliographiques. Il est recommandé d'utiliser les modèles {{Ouvrage}}, {{Chapitre}}, {{Article}}, {{Lien web}} et/ou {{Bibliographie}}. Le mode d'édition visuel peut mettre en forme automatiquement les références.
- Insérer une infobox (cadre d'informations à droite) n'est pas obligatoire pour parachever la mise en page.

Pour une aide détaillée, merci de consulter Aide:Wikification.
Si vous pensez que ces points ont été résolus, vous pouvez retirer ce bandeau et améliorer la mise en forme d'un autre article.
Juana Francés (Alicante, 1924-Madrid, 1990) est une peintre espagnole. De renommée internationale, ses œuvres ont été exposées à Londres, Venise et New York, présentées comme celles d'une des artistes espagnoles d'avant-garde les plus importantes du XXe siècle.
En tant que cofondatrice du groupe El Paso, créé en 1957, elle participe à la configuration et définition de l'avant-garde espagnole d'après-guerre. Ses œuvres se démarquent du courant informaliste par l'usage radical et expressif du matiérisme, bien qu'elle n'arrêta jamais d'explorer d'autres voies d'expression picturale, en précédant notamment la nouvelle figuration dans des œuvres imprégnées de critique sociale.

## Biographie
Elle commence ses études à l'école des beaux-arts de San Fernando à Madrid, puis se rend à Paris grâce à une bourse du gouvernement français, où elle achève sa formation. En 1954, 1960 et 1964, elle représente l'Espagne à la Biennale de Venise. En 1956, elle rencontre le sculpteur Pablo Serrano, avec qui elle emménage et qu'elle épousera plus tard. En 1957, elle fonde avec Pablo Serrano, Antonio Saura et Manolo Millares, entre autres, le groupe El Paso, dont elle est la seule femme et qui constitue donc un cas paradigmatique dans l'art contemporain espagnol d'avant-garde, presque exclusivement dominé par les hommes. En 1960, elle participe à l'exposition Befare Picasso, after Miró au Solomon R. Guggenheim Museum de New York ; puis, en 1961, au Palais des Beaux-Arts de Bruxelles et en 1962 à la Tate Gallery de Londres dans le cadre de l'exposition intitulée Modern Spanish Painting. Ces données en font l'une des seules artistes espagnoles à exposer à l'étranger pendant cette période.
Elle navigue indistinctement entre abstraction et figuration, interprétant les deux concepts non pas comme antithétiques mais comme complémentaires, et comme des options différenciées pour des approches qui ont beaucoup en commun. En effet, « l'abstraction et la figuration n'impliquent pas en elles-mêmes une tendance, une idée ou une attitude, mais un moyen, un véhicule et une manière de développer une tendance ». Ainsi, à chaque étape, elle cherchait le langage qui la satisfaisait le plus pour matérialiser ses intérêts et ses idées.
L'œuvre de Juana Francés est toujours très personnelle et reconnaissable. Dans certaines périodes de création, ses œuvres révèlent une position critique qui attaque symboliquement certains aspects du système social en vigueur. La première période, entre 1950 et 1953, se caractérise par la présence d'une figuration géométrique hiératique, avec des thèmes très traditionnels. Plus tard, en 1956, elle commence à expérimenter l'abstraction. En 1957, après la fondation d'El Paso, elle entame une période associée à l'informalisme matériel.
Au début des années soixante, un retour progressif à la figuration s'insinue dans son œuvre, qui aboutit plus tard à la série El hombre y la ciudad [L'homme et la ville], un moment de critique et de pessimisme existentiel dans lequel elle utilise des objets liés à une certaine vision de l'homme comme sujet asservi et enveloppé dans un faux progrès déshumanisant. Cette vision évolue ensuite dans la série Torres-Participación [Tours-Participation] et plus tard dans la série Estructuras [Structures], jusqu'en 1979. À partir des années 1980, elle revient à une abstraction très lyrique, pleine de couleurs et de vitalité, avec des références aux paysages, aux fonds sous-marins, aux comètes, etc. Un aspect important à souligner dans cette trajectoire concerne les périodes de transition entre une étape et une autre, qui dénotent un tracé, une prise de décision et qui annoncent les changements qui se développeront plus tard dans différentes séries.
Son œuvre a été exposée dans les musées les plus importants d'Amérique et d'Europe, tels que le Musée d'Art Moderne de la Ville de Paris, la Fondation Calouste Gulbenkian à Lisbonne, l'Université Brown à Providence, Rhode Island, la Tate Gallery à Londres et le Musée Guggenheim à New York. La collection Amos Cahan présente une de ses œuvres dans son catalogue.
À sa mort, elle voulut que l'ensemble de son œuvre soit conservé dans les collections publiques des quatre villes espagnoles avec lesquelles elle avait des attaches affectives : Saragosse (IAACC Pablo Serrano), Alicante (MACA), Valence (IVAM) et Madrid (Museo Nacional Centro de Arte Reina Sofía).